# Uche Okechukwu
Uche Alozie Okechukwu (tur. Deniz Uygar, ur. 27 września 1967 w Lagos) – nigeryjski piłkarz grający na pozycji środkowego obrońcy.  Nosi przydomek „Gentle Giant”.

## Kariera klubowa

### Nigeria
Okechukwu pochodzi z Lagos, byłej stolicy Nigerii. Pierwszym jego klubem w karierze był Flash Flamingoes, w którym to zadebiutował w pierwszej lidze. W drużynie tej grał do końca roku 1987, a na początku 1988 trafił do Iwuanyanwu Nationale z miasta Owerri. Już w pierwszym sezonie gry w tym klubie wywalczył mistrzostwo Nigerii, a w 1989 kolejne. Rok 1990 Okechukwu także rozpoczął w barwach Iwuanyanwu, ale w połowie wyjechał, jak większość nigeryjskich graczy, do Europy.

### Dania
Pierwszym klubem Okechukwu w Europie był duński Brøndby IF, do którego ściągnął go słynny trener Morten Olsen. W Brøndby spotkał swojego rodaka Fridaya Elaho. W pierwszym sezonie gry w ekstraklasie duńskiej zagrał w 10 meczach i strzelił 2 gole, stając się filarem linii obrony swojego zespołu. Przyczynił się tym samym do wywalczenia przez kopenhaski klub tytułu mistrza Danii. W 1991 klub Uche powtórzył wyczyn sprzed roku, a Nigeryjczyk zagrał w tym krótkim sezonie w 12 meczach swojej drużyny, w których zdobył 1 gola. W sezonie 1991/1992 Brøndby nie zdołało obronić tytułu mistrza kraju i zajęło niską 7. pozycję w lidze – Okechukwu rozegrał 26 meczów i zdobył 4 gole. Sezon 1992/1993 był już lepszy w wykonaniu klubu z Kopenhagi i zakończył on sezon na 4. miejscu – udział Okechukwu to 13 meczów, 3 gole. Kolejny sezon Uche także rozpoczął w barwach Brøndby. W Kopenhadze spędził całą rundę jesienną, ale wiosną zdecydował się odejść z zespołu.

### Turcja
Okechukwu otrzymał kilka ofert z silniejszych klubów, ale wybrał tę ze Stambułu. W Fenerbahçe SK z miejsca wywalczył miejsce w podstawowym składzie i z klubem tym wywalczył wicemistrzostwo Turcji. Z czasem stał się podporą defensywy Fenerbahçe. W swoim drugim sezonie w Turcji zajął z Fenerbahçe 4. miejsce rozgrywając wówczas 28 meczów i zdobywając 1 gola. Sezon 1995/1996 okazał się dla zespołu Fenerbahçe sezonem mistrzowskim. Stambulski klub został mistrzem kraju po raz pierwszy od 7 lat. Okechukwu miał w tym duży udział – 28 meczów, 1 gol i najmniej straconych bramek w lidze – 19. Rok później Fenerbahçe zajęło 3. pozycję – Okechukwu zdobył 6 goli stając się najskuteczniejszym obrońcą ligi. W Lidze Mistrzów klub spisywał się dobrze. Stał się pierwszą drużyną, która w europejskich pucharach pokonała Manchester United na Old Trafford. Fenerbahçe doszło do półfinału, ale tam uległo Juventusowi. W sezonie 1997/1998 Fenerbahçe zostało wicemistrzem Turcji (30 meczów, 1 gol Okechukwu), a w kolejnym 1998/1999 zakończyło ligę na 3. pozycji. Z Pucharu UEFA odpadło jednak już po pierwszej rundzie przegrywając z Parmą. Sezon 1999/2000 nie był również udany dla „Żółtych Kanarków”. Zajęli 4. miejsce i zostali wyprzedzeni nie tylko przez największych rywali – Galatasaray SK i Beşiktaş JK, ale także przez Gaziantepspor. W sezonie tym Okechukwu stracił miejsce w składzie i był na ogół rezerwowym, rozgrywając tylko 11 meczów w sezonie. W 2001 roku Uche z Fenerbahçe wywalczył swój drugi w karierze tytuł mistrzowski w Turcji. Co prawda zagrał tylko w 17 ligowych meczach, ale zdobył 5 goli, co uczyniło go jednym z najskuteczniejszych obrońców Superligi. Sezon 2001/2002 był ostatnim dla Okechukwu w barwach Fenerbahçe. W lidze Okechukwu zagrał tylko w 11 meczach i strzelił 2 gole i ze swoim klubem wywalczył wicemistrzostwo kraju. Zespół awansował do fazy grupowej Ligi Mistrzów, ale nie zdobywając punktu zajął ostatnie miejsce w swojej grupie.
W 2002 roku Okechukwu przeszedł do innego klubu ze Stambułu – İstanbulsporu. W sezonie 2002/2003 był podstawowym zawodnikiem tego klubu – 26 meczów, 4 gole – i zajął z nim 9. pozycję w lidze. W sezonie 2003/2004 pomógł drużynie w utrzymaniu się w lidze – Istanbulspor zajął 15. miejsce tuż nad strefą spadkową. W sezonie 2004/2005 zagrał tylko w 7 ligowych meczach i zdobył 1 gola, a klub ze Stambułu zajął przedostatnią pozycję i został relegowany do drugiej ligi. W sezonie 2005/2006 widniał w kadrze zespołu, ale był tylko rezerwowym.

### Powrót do Nigerii
W 2006 roku powrócił do Nigerii i rozpoczął występy dla zespołu Ocean Boys. Po dwóch latach trafił do Bayelsa United. W 2009 roku zakończył w nim swoją karierę.

### Kariera w liczbach
| Sezon   | Klub                 | Kraj    | Rozgrywki              | Mecze | Bramki |
| ------- | -------------------- | ------- | ---------------------- | ----- | ------ |
| 1987    | Flash Flamingoes     | Nigeria | Premier League         | ?     | ?      |
| 1988    | Iwuanyanwu Nationale | Nigeria | Premier League         | ?     | ?      |
| 1989    | Iwuanyanwu Nationale | Nigeria | Premier League         | ?     | ?      |
| 1989/90 | Brøndby IF           | Dania   | Superligaen            | 10    | 2      |
| 1990/91 | Brøndby IF           | Dania   | Superligaen            | 12    | 1      |
| 1991/92 | Brøndby IF           | Dania   | Superligaen            | 26    | 4      |
| 1992/93 | Brøndby IF           | Dania   | Superligaen            | 13    | 3      |
| 1992/93 | Brøndby IF           | Dania   | Superligaen            | 10    | 1      |
| 1993/94 | Fenerbahçe SK        | Turcja  | Süper Lig              | 14    | 2      |
| 1994/95 | Fenerbahçe SK        | Turcja  | Süper Lig              | 28    | 1      |
| 1995/96 | Fenerbahçe SK        | Turcja  | Süper Lig              | 28    | 1      |
| 1996/97 | Fenerbahçe SK        | Turcja  | Süper Lig              | 31    | 6      |
| 1997/98 | Fenerbahçe SK        | Turcja  | Süper Lig              | 30    | 1      |
| 1998/99 | Fenerbahçe SK        | Turcja  | Süper Lig              | 24    | 1      |
| 1999/00 | Fenerbahçe SK        | Turcja  | Süper Lig              | 11    | 0      |
| 2000/01 | Fenerbahçe SK        | Turcja  | Süper Lig              | 17    | 5      |
| 2001/02 | Fenerbahçe SK        | Turcja  | Süper Lig              | 8     | 2      |
| 2002/03 | İstanbulspor AŞ      | Turcja  | Süper Lig              | 26    | 4      |
| 2003/04 | İstanbulspor AŞ      | Turcja  | Süper Lig              | 29    | 3      |
| 2004/05 | İstanbulspor AŞ      | Turcja  | Süper Lig              | 7     | 1      |
| 2005/06 | İstanbulspor AŞ      | Turcja  | Süper Lig              | 13    | 0      |
| 2006    | Ocean Boys           | Nigeria | Nigeria Premier League | ?     | ?      |
| 2007/08 | Ocean Boys           | Nigeria | Nigeria Premier League | ?     | ?      |
| 2008/09 | Bayelsa United       | Nigeria | Nigeria Premier League | ?     | ?      |

## Kariera reprezentacyjna
W 1990 roku Okechukwu został powołany do kadry na Puchar Narodów Afryki 1990 w Algierii. Federacja piłkarska wysłała tam rezerwowy skład składający się głównie z młodych zawodników. Już w pierwszym meczu Nigeryjczycy przegrali z gospodarzami, Algierią aż 1:5. Jednak w kolejnych meczach drużyna z Okechukwu w obronie nie straciła ani jednego gola do finału. Tam w Algierze Nigeryjczycy ulegli po raz drugi gospodarzom, tym razem 0:1, ale zdobyli srebrny medal, a odkryto wówczas talent między innymi Okechukwu. W tym samym roku Uche zdobył 3 gole – w sparingu przeciwko Wybrzeżu Kości Słoniowej, z Zambią w Pucharze Narodów Afryki (półfinałowym meczu wygranym 2:0) oraz w meczu z Togo.
W 1992 roku Okechukwu był członkiem kadry Nigerii na Puchar Narodów Afryki 1992. Tym razem z reprezentacją „Super Orłów” dotarł do półfinału, a w meczu o 3. miejsce Nigeria pokonała Kamerun 2:1.
W 1994 roku brał udział w kolejnym Pucharze Narodów Afryki, tym razem PNA w Tunezji. Nigeryjczycy nie mieli sobie równych w tym turnieju i gładko wywalczyli mistrzostwo Afryki pokonując w finale Zambię 2:1. w tym samym roku Okechukwu został powołany przez Clemensa Westerhofa na finały MŚ w USA. Uche był podporą defensywy Nigerii i zagrał w jej wszystkich meczach na Mundialu w pełnym wymiarze czasowym. „Super Orły” miały bodaj najlepszą drużynę w historii, dotarły jednak tylko do 1/8 finału, w której odpadli z Włochami przegrywając 1:2 po dogrywce.
W 1996 roku Okechukwu wziął udział w Igrzyskach Olimpijskich w Atlancie. Został powołany do kadry jako jeden ze starszych zawodników i był filarem obrony swojej drużyny. Nigeria dotarła aż do finału, w którym pokonała Argentynę 3:2, stając się tym samym pierwszym afrykańskim krajem, który wywalczył złoty medal w piłce nożnej.
W 1998 roku Okechukwu był kapitanem reprezentacji Nigerii, która wzięła udział w Mistrzostwach Świata we Francji. Tam zagrał w 3 meczach swojej drużyny – z Hiszpanią (3:2), Bułgarią (1:0) oraz w meczu 1/8 finału z Danią (1:4). W dwóch pierwszych otrzymał żółte kartki, które wyeliminowały go z meczu z Paragwajem. Po tym Mundialu pożegnał się z reprezentacją Nigerii.
Ogółem w kadrze Nigerii Okechukwu zagrał w 47 meczach.

## Sukcesy
- Mistrzostwo Nigerii: 1988, 1989 z Iwuanywanwu Nationale
- Mistrzostwo Danii: 1990, 1991 z Brøndby IF
- Mistrzostwo Turcji: 1996, 2001 z Fenerbahçe
- Mistrzostwo Afryki: 1994
- Wicemistrzostwo Afryki: 1990
- 3. miejsce w PNA: 1992
- Złoty medal IO: 1996
- Udział w MŚ: 1994, 1998